# 河村光庸
河村 光庸（かわむら みつのぶ、1949年8月12日 - 2022年6月11日）は、日本の映画プロデューサー。東京出身。話題作、問題作を次々と送り出した姿勢から日本映画界でも屈指の“戦うプロデューサー”として知られていた。

## 略歴
1970年に慶應義塾大学経済学部中退。1989年にカワムラオフィス設立、代表取締役。1994年に青山出版社設立、代表取締役就任、映画『トレインスポッティング』の原作となった同名ベストセラー小説の邦訳本などを刊行し、成功を収める。1998年、株式会社アーティストハウスを設立。数々のヒット書籍を手掛ける。
一方で、映画出資にも参画し始め、後に映画配給会社アーティストフィルムを設立し会長に就任。ダーレン・アロノフスキー、リン・ラムジーなどの若い映像作家を日本へ紹介。『ブレアウィッチプロジェクト』（99）、『きみに読む物語』（04）、『オペラ座の怪人』（04）、『皇帝ペンギン』（05）などの日本配給に関わる。オキサイド・パン監督作『テッセラクト』（03）などの製作総指揮を担当。
2008年に映画配給会社スターサンズを設立、代表取締役に就任。イ・チュンニョル監督のドキュメンタリー映画『牛の鈴音』（08）を買付・配給し成功する。
ヤン・イクチュン監督作『息もできない』（08）は国内でも数々の映画賞を受賞、ミニシアター作品として異例のロングラン上映となり、キネマ旬報ベスト・テン第１位を獲得。
石岡正人監督作『YOYOCHU SEXと代々木忠の世界』（10）でプロデューサーを、『51（ウーイー）世界で一番小さく生まれたパンダ』（12）で製作を担当している。
エグゼクティブプロデューサーを務めた『かぞくのくに』（11）では藤本賞特別賞を受賞し、また、同作品は第55回ブルーリボン賞（作品賞、主演女優賞、助演男優賞）受賞、第86回キネマ旬報ベスト・テン日本映画ベスト・テン第一位を獲得。
以降も、『エル・ブリの秘密世界一予約のとれないレストラン』（11）、『ビル・カニンガム＆ニューヨーク』（12）、『ある過去の行方』（14）、『ニューヨーク眺めのいい部屋売ります』（16）などを買付・配給。寺山修司原作、菅田将暉×ヤン・イクチュンW主演『あゝ、荒野』（16)は報知映画賞（作品賞、主演男優賞）、日刊スポーツ映画大賞（作品賞、主演男優賞）、毎日映画コンクール（日本映画優秀賞、男優主演賞）、ブルーリボン賞（作品賞、助演男優賞）、日本アカデミー賞（最優秀主演男優賞）を受賞するなど、各賞を総なめにした。
その後は、吉田恵輔監督『愛しのアイリーン』（18）や藤井道人監督『新聞記者』をプロデュース。『新聞記者』のプロデュースで2019年度新藤兼人賞プロデューサー賞及び藤本賞を受賞。
2022年6月11日、心不全で死去。2024年2月23日発表の2023年度全国映連賞では、スターサンズの功績に対して特別賞が贈られた。

## フィルモグラフィ
- プラトニック・セックス（2001年）企画協力
- 水の女（2002年）製作
- YOYOCHU SEXと代々木忠の世界（2011年）プロデューサー
- かぞくのくに（2012年）企画/エグゼクティブプロデューサー
- 二重生活（2016年）エグゼクティブプロデューサー
- あゝ、荒野 前編（2017年）企画/製作
- あゝ、荒野 後編（2017年）企画/製作
- 愛しのアイリーン（2018年）企画/製作/エグゼクティブプロデューサー
- 潤一（2019年）エグゼクティブプロデューサー
- 新聞記者（2019年）原案/企画/製作/エグゼクティブプロデューサー
- 宮本から君へ（2019年）エグゼクティブプロデューサー
- i-新聞記者ドキュメント-（2019年）企画/製作/エグゼクティブプロデューサー
- MOTHER マザー（2020年）プロデューサー
- 泣く子はいねぇが（2020年）エグゼクティブプロデューサー
- ヤクザと家族 The Family（2021年）企画/製作/エグゼクティブプロデューサー
- 茜色に焼かれる（2021年）ゼネラルプロデューサー
- パンケーキを毒見する（2021年）企画/製作/エグゼクティブプロデューサー
- 空白（2021年）企画/製作/エグゼクティブプロデューサー
- 人と仕事（2021年）企画/製作/エグゼクティブプロデューサー
- 夜明けの夫婦（2022年）エグゼクティブプロデューサー
- ヴィレッジ（2023年）企画/製作/エグゼクティブプロデューサー[8]
- 妖怪の孫（2023年）企画
- 月（2023年）企画/エグゼクティブプロデューサー
- ミッシング（2024年）企画